# Ctenophorus chapmani
Ctenophorus chapmani — вид ігуаноподібних ящірок родини агамових (Agamidae). Ендемік Австралії.

## Поширення і екологія
Ctenophorus chapmani поширені на півдні Західної і Південної Австралії, вздовж узбережжя Великої Австралійської затоки, від гір Стерлінг до півострова Ейр, а також на півострові Йорк. Вони живуть в сухих чагарникових заростях і рідколіссях та на пустищах.